# Клєпікова Олена Константинівна
Олена Костянтинівна Кле́пікова (нар. 25 лютого 1942 року, Кострома) — російсько-американський письменник, журналіст, політолог і літературний критик; автор безлічі публікацій в радянських, російських та американських ЗМІ і книг, деякі написані у співавторстві з чоловіком Володимиром Ісааковичем Соловйовим. Книги видані на 12 мовах у 13 країнах — США, Великій Британії, Аргентині, Бразилії, Росії, Японії, Китаї (Тайвань), Німеччини, Італії, Швеції, Фінляндії та інших країнах. З 1977 року живе в США.

## Біографія
До 1977 року жила в Ленінграді і Москві, регулярно друкувалася в «Літературній газеті», «Зірці», «Неві», «Новому світі», «Юності», «Північ», «Литературное обозрение», «Дитяча література», а також в "Критичному збірнику «Сучасник — 1971» та інших виданнях як літературний і художній критик. Діапазон тематичних і жанрових інтересів автора вельми широкий: з-під пера Клепікової регулярно виходять рецензії на нові книги, портрети письменників і художників — від Андрія Платонова і Корнія Чуковського до Фазіля Іскандера і Василя Бєлова, репортажні інтерв'ю з сучасниками. Деякі з цих статей — про Булата Окуджаву, Беллу Ахмадуллину, Юрія Казакова і Євгена Євтушенка — увійшли в розділ «Олена Клепікова. Євтушенко та інші. Поточна критика. 1973—2015» з книги Володимира Соловйова «Не тільки Євтушенко».
З самого заснування журналу «Аврора» (1969) до переїзду в Москву (1975) працює редактором відділу прози. Її кабінет стає осередком літературного життя міста, де зустрічаються такі письменники, як Стругацькі, Володін, Іскандер, Євтушенко, Довлатов, Бродський та ін, з багатьма з яких її пов'язує тісна дружба. Приміром, Йосип Бродський присвячує їй і Володимиру Соловйову вірш «Дозвольте, Олена Клепікова, перед Вами схилити коліна…» Сама Олена Клепікова написала про Бродського спогади, які неодноразово друкувалися в періодиці по обидві сторони океану і увійшли в її сольні і спільні з Соловйовим книги. Завдяки її зусиллям, в «Аврорі» були в цей час опубліковані твори таких важкопрохідних письменників, як Людмила Петрушевська, Олександр Володін, брати Стругацькі, заборонена в Москві повість «Ніч Чіка» Фазіля Іскандера, однак спроби Олени Клепікової і її колег надрукувати оповідання Сергія Довлатова, вірші Йосипа Бродського і Володимира Висоцького і нову поему Євтушенко «Під шкірою статуї Свободи» були припинені владою. См. детально про це у спогадах як самої Олени Клепікової, так і названих письменників — наприклад, в «Невидимій книзі» Сергія Довлатова.
У застійні роки написала книгу про Пришвине «Простір природи і думки», на яку було укладено договір з виплатою авансу, а глави широко друкувалися в «гладунів» — в «Неві», «Зірці», «Півночі», «Дитячої літератури» та ін. Після позитивних внутрішніх рецензій книга була прийнята до видання, але в останній момент заборонена з цензурних міркувань.
Закручування гайок і жорстокість цензури роблять для Олени Клепікової неможливим повноцінно продовжувати літературну діяльність, що спонукає її та Володимира Соловйова до відкритої конфронтації з владою. Навесні 1977 року вони створюють перше в радянській історії незалежне інформаційне агентство «Соловйов-Клепікова-Прес», чиї бюлетені широко публікуються в пресі, Одна тільки «Нью-Йорк Таймс» друкує не тільки повідомлення агентства, але і велику статтю про його творців з їх портретом на першій смузі. Повідомлення «Соловйов-Клепікова-Прес» повертаються на батьківщину в зворотному перекладі на «вражим голосам»: «Голосу Америки», «Німецької хвилі», «Бі-бі-Сі» та іншим. Його творців виключають з професійних об'єднань: Спілки письменників, Спілки журналістів та навіть СОТ (Всеросійського театрального товариства) — і за допомогою шантажу і погроз змушують покинути країну. Докладно цей дисидентський етап життя подружжя описаний в главі «Соловйов-Клепікова-прес» у книзі Володимира Соловйова «Записки скорпіона. Роман з пам'яттю» і в розділі «Fathers and Sons» в книзі «Russia. Broken Idols, Solemn Dreams» двічі лауреата Пулітцерівської премії Девіда Шиплера з «Нью-Йорк Таймс».
Через два тижні після приїзду в США «Нью-Йорк таймс» публікує першу політичну статтю Володимира Соловйова і Олени Клепікової. З тих пір їх статті — спільні та сольні — регулярно друкуються в провідних американських газетах: «Wall Street Journal», «NY Daily News», «Los Angeles Times», «Chicago Tribune», «Chicago Sun-Times», «Christian Science Monitor», «Boston Globe», «San Francisco Chronicle», «Sacramento Bee» — і престижних журналах: «New Leader», «Dissent», «Midstream», «WorldView», «Partisan Review, Antioch Revew», «Michigan Quaterly Review» та ін. Одне з найпопулярніших у світі видань «Newsweek», яке досить рідко користується послугами позаштатних авторів, публікує статтю Олени Клепікової «Погляд з черги». Два найбільших в США новинних синдикату — «Pacific News Syndicate» і «United Feature Syndicate» — набувають права на розповсюдження статей Володимира Соловйова і Олени Клепікової серед американських ЗМІ.
Одна за одною, спочатку в США по–англійськи, а потім і в інших країнах (12 мов, 13 країн) виходять політологічні трилери Володимира Соловйова і Олени Клепікової «Yuri Andropov: A Secret Passage into the Kremlin», «Behind the High Kremlin Walls», «Boris Yeltzin. Political Biography» та інші. Книги отримують високу оцінку в американській пресі. «Соловйов і Клепікова оголюють динаміку кремлівської боротьби за владу — то, що ніколи не зустрінеш ні в підручниках, ні в американській пресі про Радянському Союзі», — пише в «Нью-Йорк пост» дуаєн американської журналістики Макс Лернер, а ветеран-радянолог з «Нью-Йорк таймс» Гаррісон Солсбері називає їх «виключно талановитими експертами з міцної і завидною репутацією»: «…внесок Володимира Соловйова і Олени Клепікової у справу вивчення та дослідження СРСР по своїй якості і аналітичного рівня є неперевершеним з часу їх приїзду в Америку».
З початком гласності ці політологічні дослідження з'являються і в Росії мовою оригіналу — спочатку в періодиці, потім нелегальними виданнями (контрабандна брошура «Горбачов: шлях на верх» повсюдно продається на вулицях Москви та Петербурга) і, нарешті, багатотиражними книгами: «Змовники в Кремлі», «Борис Єльцин: Політичні метаморфози», «Юрій Андропов: таємний хід в Кремль».
В 1990 — 91 року Олена Клепікова разом з Володимиром Соловйовим кілька разів приїжджають в Росію — перший раз за запрошення на Набоковской конференцію, а потім для збору матеріалів на договірну книгу про Єльцина.

В паралель своєї співавторської роботі в англомовній і міжнародній журналістиці, Олена Клепікова регулярно друкується в російськомовних ЗМІ — спочатку в Америці, а потім, з настанням гласності, в Росії: «Нове російське слово», «Королівський журнал», «Час і ми», «Російський базар», «В новому світі», «Комсомольская правда в Америці» (Нью-Йорк), «Панорама» (Лос-Анджелес), «до Речі» (Сан-Франциско), «Очевидець», «Московський комсомолець», «Незалежна газета», «Мистецтво кіно» (Москва) та ін. Активно бере участь у культурних програмах радіо «Свобода» «Поверх бар'єрів» і на російсько-американському телеканалі RTN/WMNB, регулярно дає інтерв'ю в пресі, по радіо і телебаченню. В одному з них вона відповідає на питання «Чому Ви стали журналістом?»:
"Статті пишуться не для себе і не в стіл, а на публіку. Газета по жанру своєму — публічний будинок, де читач обирає, що йому до смаку і інтересу. У газетних статтях — гул діалогу, переконання, скандалу, спору. Кращі з них — мухи-одноденки, але вони роблять погоду на цей день. Це я до того, як важко журналісту, не знайшла собі читача. Він приречений на монолог, на онанізм, протиприродний в його професії.
Не обов'язково мітити в кумири читаючої публіки. Кумирство це дорого обходиться — як балерина цілісінький день на пуантах. Але будь-який журналіст іде на зв'язок з читачем, прямо заявляє про свої наміри спілкуватися… Будь газетяреві необхідна ця смичка з читачем. Без читацької підтримки (плюс, мінус — без різниці) він втрачає пафос і самовпевненість, абсолютно необхідні в його ремеслі.

І, мені здається, якщо журналіст має намір палити серця «дієсловом», то він працює не за своєю спеціальністю. Це старовинна і навіть стародавня привілей поетів. Спочатку, у Пушкіна, полум'яне вітійство відноситься до пророка, алегорично — до поета, але ніяк не до журналіста. У журналіста під рукою зовсім інші запальні кошти для публіки. Завдання газетяра — інформаційна, просвітницька, розслідувальна або коментаторська. Крапка.
Розширюється тематичний і жанровий діапазон публікацій і виступів Олени Клепікової: критика, есеїстика, проза, мемуари, політологія, нариси про американське життя та культуру. Нарівні з прозою, ця американа — більше 80 нарисів — увійде у велику московську книжку Олени Клепікової «Відстрочення кари» (2008). Що стосується мемуаристики — про Євтушенко, Бродського, Шемякине, Довлатове — особливо слід відзначити есе, книги і фільм про останнього. Довлатовские есе Олени Клепікової широко друкувалися по обидві сторони океану — в «Московському комсомольці», «В новому світі», «Російською базарі» та ін., книг про Довлатове у неї в співавторстві з Володимиром Соловйовим вийшло три — 2002, 2014, 2016, а киноновелла «В яблучко часу» Олени Клепікової визнана критикою кращою у фільмі «Мій сусід Сергій Довлатов» (2001).

Значну частину сольних книг Олени Клепікової — «Нестерпний Набоков» (2002) і «Відстрочення кари», а також її співавторських книг «Подорож з Петербурга в Нью-Йорк. Шість персонажів у пошуках автора» (2016) і «США. Pro et contra. Очима російських американців» (2017) — займає проза, яка раніше друкувалася в періодиці — «Новому руському слові», «Королівському журналі», «Російською базарі», «Неві», «Ex Libris — Независимой газете» і отримала високу оцінку критики. Письменник Ілля Штемлер, знайомий з Оленою Клепікової ще по Ленінграду, поєднує в своєму відгуку на публікацію її прози в петербурзькому журналі «Нева» ліричний мемуар з літературною критикою:
«Пам'ятається, в моєї ранньої літературної життя я був вхожий в журнал „Аврора“, редакція якої розміщувалася на Ливарному проспекті. Відділом прози завідувала миловидна завжди доброзичлива сіроока дівчина — предмет зітхань багатьох молодих письменників. Так от, та сама завпрозой Олена Клепікова і відповіла зараз на запитання — хто такий редактор? Редактор — це не відбувся „до пори“ письменник. „До пори!“ Одному, щоб настала ця пора, не вистачає життя, інший стає письменником — як стала їм сама Олена Клепікова.
Ці два оповідання повернули мене в петербурзьку життя андерграунду 60-х — 70-х років, в те життя, яку я знав з досвіду своїх друзів письменників-нонконформістів. Що і дає мені право судити про достовірність поведінки загального героя обох оповідань письменника Коротыгина. Виснажений запійним читанням забороненого Набокова і заздрістю до майстерності великого письменника, Коротыгин як би перетворюється в його творчу тінь…»
"Російський базар" писав про «міцну метафоричної прозі високої проби та індивідуального карбування», а «Нове російське слово» зазначало, що розповіді Олени Клепікової «вражають ще й тому, що в них крім вигаданого героя фігурують і реальні — тоді ще молоді — Бродський і Довлатов…» Про те ж — каліфорнійський тижневик «Панорама»: «реальні Довлатов і Бродський — разом з сюжетної экстрававганзой — надають міцною, зрілої талановитої прози Олени Клепікової особливий, нехай навіть кілька фривольний інтерес».

Останній аргумент оскаржує рецензент «Комсомольської правди» Ольга Кучкина:
«Фривольного інтересу немає — є просто інтерес. …Проза колишньої ленінградки Олени Клепікової, насправді, досить цікава. Насамперед це не жіноча проза. Холодний розум, відсутність будь-якої емоційності, гостра спостережливість, володіння словом і стилем виводять її з розряду жіночого… Талант Олени Клепікової переміг».
Цитована рецензія так і називалася — «Нежіноча проза. У Набокова з'явився спадкоємець?»

Ось ще парочка відгуків про прозі Олени Клепікової.
«Мене найбільше вразила блискуча проза про Набокове, — писав Євген Євтушенко. — Давно не читав у російській прозі нічого рівного за насиченістю і артистизму мови, так і з аналізу психології». 
Відгук іншого поета — Зої Межировой:
«Я була просто приголомшена сліпучим описом набоковского стилю. Дуже чоловіче бачення, чоловіча потужна ліплення. Хоча з визначенням Ольги Кучкиной в „Комсомолці“, що проза Клепікової нежіноча — не згодна».
У 2002 році відразу дві повісті Олени Клепікової — «Відстрочення кари» і «Нестерпний Набоков» — були номіновані на Премію я Бєлкіна"
Олена Клепікова бере активну участь у культурному житті російської Америки. Зокрема, в їх спільних з Володимиром Соловйовим літературних вечорах в нью-йоркських бібліотеках, книжкових магазинах і салонах, а в переддень 2015 року відбувся їх спільний гастрольний тур з концертами по Каліфорнії, присвячений виходу у них нових книжок у Москві. За два з половиною останніх роки — з кінця 2014-го у Олени Клепікової і Володимира Соловйова вийшло дев'ять книг, включаючи мемуарно-дослідне п'ятикнижжя «Пам'яті живих і мертвих», «Дональд Трамп. Битва за Білий дім» і США. Pro et contra. Очима російських американців".

## Видані книги*
- Yuri Andropov: A Secret Passage into the Kremlin. New York: Macmillan, 1983. 302 p.
- Behind the High Kremlin Walls. New York: Dodd, Mead, 1986. 248 p.
- Boris Yeltzin. Political Biography. New York: G. P. Putnam's, 1992. 320 p.
- Zhirinovsky. Russian Fascism and the Making of a Dictator. New York: Addison-Wesley, 1995. 256 p.
- Боротьба в Кремлі. Від Андропова до Горбачова. Нью-Йорк — Єрусалим — Париж: Час і ми, 1986. 319 с.
- М. С. Горбачов. Шлях на гору. М. (Самвидав), 1989. 14 с.
- Змовники в Кремлі. М.: Московсковский Центр Мистецтв, 1991. 304 с.
- Борис Єльцин. Політичні метаморфози. М.: Вагриус, 1992. 400 с.
- Юрій Андропов: Таємний хід в Кремль. СПб.: Северин, 1995. 333 с.
- Довлатов догори ногами. Трагедія веселого людини. М.: Колекція «Цілком таємно», 2001. 191 с.
- Нестерпний Набоков. Нью-Йорк — Твер: Інші береги, 2002. 257 с.
- Відстрочення кари. М.: РІПОЛ класик, 2008. 720 с.
- Бути Сергієм Довлатовим. Трагедія веселого людини. М.: РІПОЛ класик, 2014. 480 с.
- "Довлатов: скелети в шафі. М.: РІПОЛ класик, 2016. 351 с.
- Дональд Трамп. Битва за Білий дім. М.: РІПОЛ класик, 2016. 367 с.
- «Подорож з Петербурга в Нью-Йорк. Шість персонажів у пошуках автора: Баришніков, Бродський, Довлатов, Шемякін і Соловйов з Клепікової. М.: РІПОЛ класик, 2016. 522 с.
- 45-ий президент США. М.: РІПОЛ класик, 2016. 367 с.
- США. Pro et contra. Очима російських американців, М.: РІПОЛ класик, 2017. 377 з

(*)У Бібліографії наведено лише російськомовні та англомовні видання, а з останніх — перші американські видання у твердих палітурках. Книги на інших мовах, а також англомовні видання пейпер-бек і видані у Великій Британії опущені.
Література
Розколотий світ Олени Клепікової. Вперше опублікований Російською базарі» (2007), а потім увійшов як передмова до книги Олени Клепікової «Відстрочення кари» (2008) і книгу Володимира Соловйова і Олени Клепікової «Подорож з Петербурга в Нью-Йорк. Шість персонажів у пошуках автора: Баришніков, Бродський, Довлатов, Шемякін і Соловйов з Клепікової» (2016)